# Kentfield
Kentfield es un lugar designado por el censo en el condado de Marin en el estado estadounidense de California. En el año 2000 tenía una población de 6,351 habitantes y una densidad poblacional de 814.2 personas por km².

## Geografía
Kentfield se encuentra ubicado en las coordenadas 37°57′08″N 122°33′26″O / 37.95222, -122.55722. Según la Oficina del Censo, la ciudad tiene un área total de 7,8 km² (3 mi²), de la cual 7,8 km² (3 mi²) es tierra y 0 km² (0 mi²) (0%) es agua.

## Demografía
Según la Oficina del Censo en 2000 los ingresos medios por hogar en la localidad eran de $117,457, y los ingresos medios por familia eran $154,673. Los hombres tenían unos ingresos medios de $88,000 frente a los $59,286 para las mujeres. La renta per cápita para la localidad era de $79,459. Alrededor del 3.7% de la población estaban por debajo del umbral de pobreza.